# 샌드라 버나드
샌드라 번하드(Sandra Bernhard, 영어 발음: /ˈbɜːrnhɑːrd/, 1955년 6월 6일 ~ )는 미국의 희극인, 배우, 가수이다.

## 출연 작품

### 영화
- 코미디의 왕 (1983) - 마샤 역
- 다이빙 노멀 (2013, Diving Normal)